# Historynka
Historynka (również Wakacje na starej farmie) (ang. The Story Girl, 1911) – powieść dla dziewcząt autorstwa kanadyjskiej pisarki Lucy Maud Montgomery.

## Opis fabuły
Beverley (Bev) (w polskiej wersji: Ed) i Feliks King mieszkali w Toronto, ale przenoszą się do małego miasteczka Carlisle, na starą farmę Kingów. Tam poznają kuzynów: Dana, Felicity (w polskiej wersji: Fela), Cecylię (w polskiej wersji: Celinka) Kingów, Sarę Stanley (Historynkę) i nowych znajomych: Piotrka Craiga i Sarę Ray. Razem przeżywają wiele przygód, przeplatanych przez niezwykłe opowieści Historynki.
W roku 1913 powstał sequel książki, zatytułowany Złocista droga. Obie książki były inspiracją serialu Droga do Avonlea.